# Aliabad-e Daman
Aliabad-e Daman (perski: علي اباددامن) – miejscowość w Iranie, w ostanie Chorasan-e Razawi. W 2006 roku miejscowość liczyła 1162 mieszkańców w 287 rodzinach.